# Feliciano Olvera
El general Feliciano Olvera fue un militar conservador mexicano nacido en Jalpan de Serra, Sierra Gorda, Querétaro. El general Mariano Escobedo derrotó en la batalla de Santa Gertrudis al General imperialista Feliciano Olvera cuando éste debía dirigirse con un convoy de 200 carros de Matamoros a Monterrey y de esta ciudad debía salir una fuerza con él a Tamaulipas. Olvera defendió la plaza tamaulipeca hasta ya no poder sostenerla, intentando dirigirse a Querétaro y así defender su causa, aunque finalmente fue derrotado por el general Aureliano Rivera. En su hoja de servicios de la Dirección General de Archivo e Historia de la SEDENA consta el grado de teniente coronel, ya que el de general le fue concedido por los conservadores. 